# تشارلز فيشر (لاعب كرة قدم أمريكية)
تشارلز فيشر (بالإنجليزية: Charles Fisher)‏ هو لاعب كرة قدم أمريكية أمريكي، ولد في 2 فبراير 1976 في أليكويبا في الولايات المتحدة.

## وصلات خارجية
- تشارلز فيشر على موقع مرجع كرة القدم المحترفة.كوم (الإنجليزية)